# Argentina contra el hambre
Argentina contra el hambre era un programa de seguridad social argentino que buscaba combatir la desnutrición en el país mediante diversas medidas económicas y sociales. Su puesta en funcionamiento estaba a cargo de la «Mesa contra el hambre», un grupo de trabajo presidido por el titular del Ministerio de Desarrollo Social y varias personalidades famosas, entre las que se encontraron Marcelo Tinelli, Narda Lepes, Estela de Carlotto, entre otras.
El programa resultó ser un fracaso, debido a que los indicadores de pobreza e indigencia empeoraron durante su implementación en el gobierno de Alberto Fernández, sumado a un contexto inflacionario que desplomó el consumo interno y encareció el precio de los productos de la Canasta básica.

## Historia
El 7 de octubre de 2019, mientras aun se desarrollaba la campaña electoral que lo llevaría a la presidencia, Alberto Fernández presentó el plan Argentina contra el hambre. En su presentación dijo:

Es una batalla que debemos dar como sociedad, no es una batalla de un presidente o partido político. Que nos conmueva la vergüenza de ver la miseria al lado nuestro. Un chico mal alimentado es un chico que no va a desarrollar bien su capacidad. Y es un chico sin futuro.
Alberto Fernández

Fernández designó a Arroyo al frente del plan, quien dijo que los ejes serán "la baja de precios a la canasta básica, la entrega de una Tarjeta Alimentaria para los sectores más vulnerables, acuerdos intersectorales, políticas alimentarias acordadas con cada provincia e infraestructura". El plan sería coordinado por un Consejo Federal integrado por universidades, sindicatos, empresas, iglesias y organizaciones sociales.

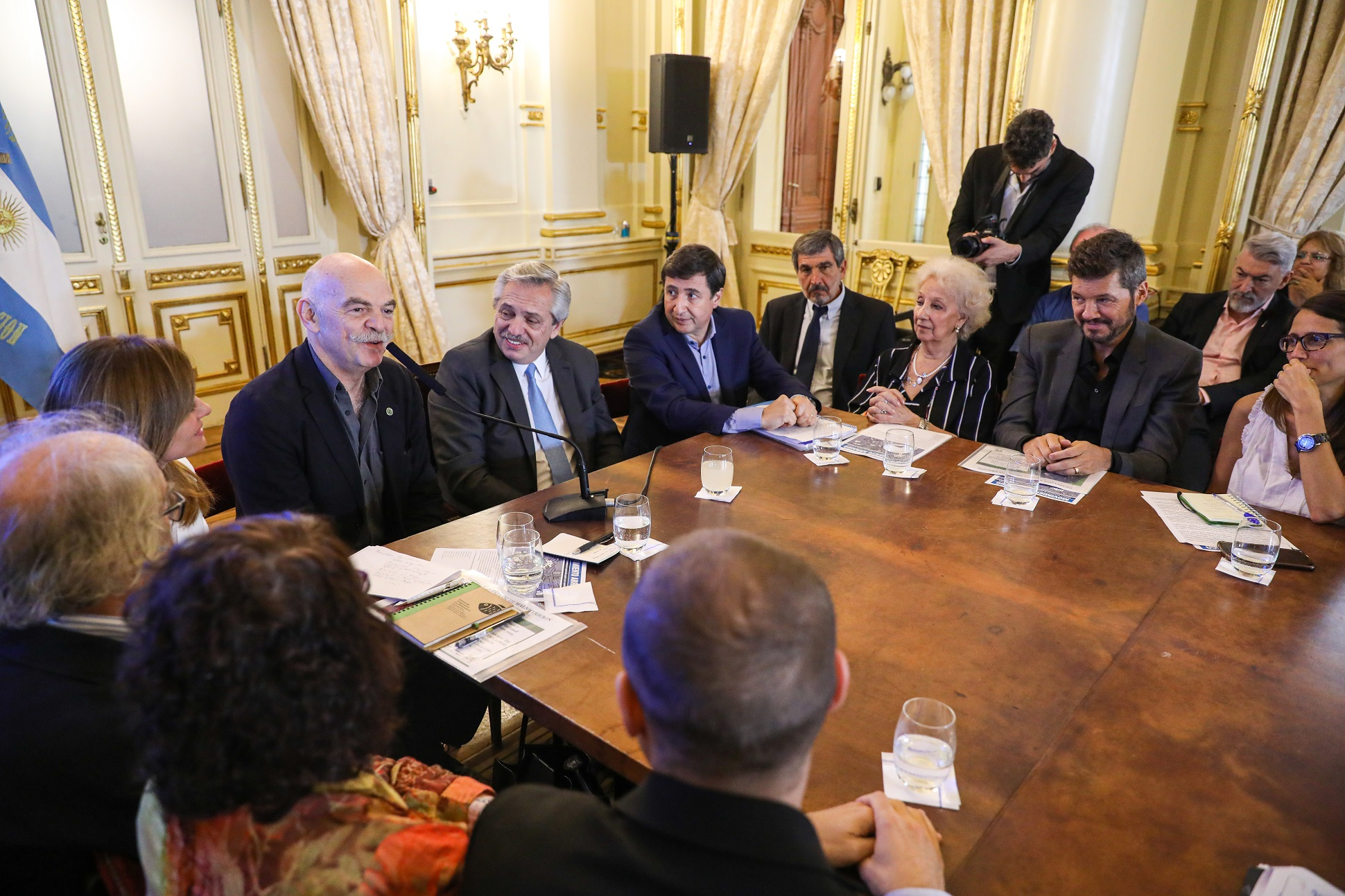
El presidente Alberto Fernández en la primera reunión del Consejo Federal contra el Hambre.

En noviembre se reunió informalmente el Consejo con la participación de personalidades como Sonia Alesso (CTERA), Héctor Daer (CGT), Estela de Carlotto (Abuelas de Plaza de Mayo), Marcelo Tinelli (conductor de TV), Adolfo Pérez Esquivel (premio Nobel de la Paz), Daniel Funes de Rioja (COPAL), Dardo Chiesa (CRA) y Carlos Achetoni (Federación Agraria). Allí se presentaron los ejes del plan:
- Acceso a la canasta básica de alimentos, con el regreso del programa Precios Cuidados y una red de productores locales de productos frescos
- Devolución del IVA a familias vulnerables
- Sanción de una ley de góndolas
- Creación del Programa Nacional de Seguridad Alimentaria
- Creación del Fondo Federal de Alimentación y Nutrición
- Compra por parte del estado a pequeños productores y a la agricultura familiar

En su mensaje de asunción el 10 de diciembre de 2019 reafirmó la idea del plan y agregó que los fondos reservados que el gobierno anterior había asignado a la AFI serán reasignados al Plan contra el Hambre en Argentina.
El 20 de diciembre el presidente Alberto Fernández y el ministro de Desarrollo Social Daniel Arroyo asistieron a la primera reunión del Consejo Federal Argentina contra el Hambre, donde afirmó que «este plan no es el plan del gobierno, es el plan de la Argentina» y exhortó a los argentinos «a ponerse a trabajar e involucrarse todos, no importa de dónde vienen ni cómo piensan» en la lucha contra el hambre, y estableció la entrega de una tarjeta alimentaria con hasta $6000 pesos mensuales para toda familia con hijos menores de seis años.
En abril de 2023 se aplicó un aumento al beneficio. Pasó a ser de $17.000 para familias con un hijo, $26.000 por dos y $34.000 por más. No obstante, el monto asignado a la tarjeta no llegaba a cubrir al menos un tercio de la Canasta Básica de alimentos.

## Tarjeta Alimentar
La Tarjeta Alimentar es un instrumento destinado a madres o padres con hijos/as de hasta 6 años que reciben la Asignación Universal por Hijo y a embarazadas a partir de los tres meses. Permite comprar todo tipo de alimentos con excepción de bebidas alcohólicas. No permite extraer dinero en efectivo.